# Znana rubriceps
Znana rubriceps är en insektsart som först beskrevs av Matsumura 1931.  Znana rubriceps ingår i släktet Znana och familjen dvärgstritar. Inga underarter finns listade i Catalogue of Life.